# Patrick Fraser Tytler
Patrick Fraser Tytler, född den 30 augusti 1791 i Edinburgh, död den 24 december 1849 i Malvern, var en skotsk historieskrivare. Han var son till Alexander Fraser Tytler. 
Tytler var 1813–1832 advokat, men ägnade sig mest åt historiskt författarskap. På uppmaning av sin vän sir Walter Scott grep han sig an med en brett anlagd skotsk historia från Alexander III:s tid (död 1286) till Jakob VI:s tronbestigning i England (1603). Denna History of Scotland (9 band 1828–1843; många upplagor, senast i 4 band, 1873–1877) är förtjänstfull genom grundliga källforskningar, stor detaljrikedom och klar, målande stil. Tytler, som 1837 bosatte sig i London, skrev ytterligare Life of sir Walter Raleigh (1833), Lives of scottish worthies (3 band, 1831-1833), Life of King Henry VIII (1837) och England under the reigns of Edward VI and Mary (2 band, 1839).